# Nilus jayakari
Nilus jayakari là một loài nhện trong họ Pisauridae. Chúng được Frederick Octavius Pickard-Cambridge miêu tả năm 1898.